# Osmotritelny (destroyer)
L'Osmotritelny est un destroyer de la classe Sovremenny en service dans la marine soviétique puis russe jusqu'en 1997.

## Historique
L'Osmotritelny est construit le 27 octobre 1978, lancé le 24 avril 1982 par le chantier naval Zhdanov de Léningrad et mis en service le 30 septembre 1984.
Le 14 août 1991, alors qu'il fait partie de la 79e brigade de navires, il rejoint Vladivostok en vue d'une modernisation, mais ces projets sont annulés et le navire est exclu des listes de la marine le 16 août 1997.
Le 18 juillet 1998, il remorqué jusqu'à l'île Poutiatine (en) pour y être démantelé.